# Chiroderma improvisum
Chiroderma improvisum е вид прилеп от семейство Американски листоноси прилепи (Phyllostomidae). Видът е уязвим и сериозно застрашен от изчезване.

## Разпространение
Разпространен е в Гваделупа и Монсерат.

## Описание
Теглото им е около 35,4 g.